# Відносини Німеччини та Ізраїлю

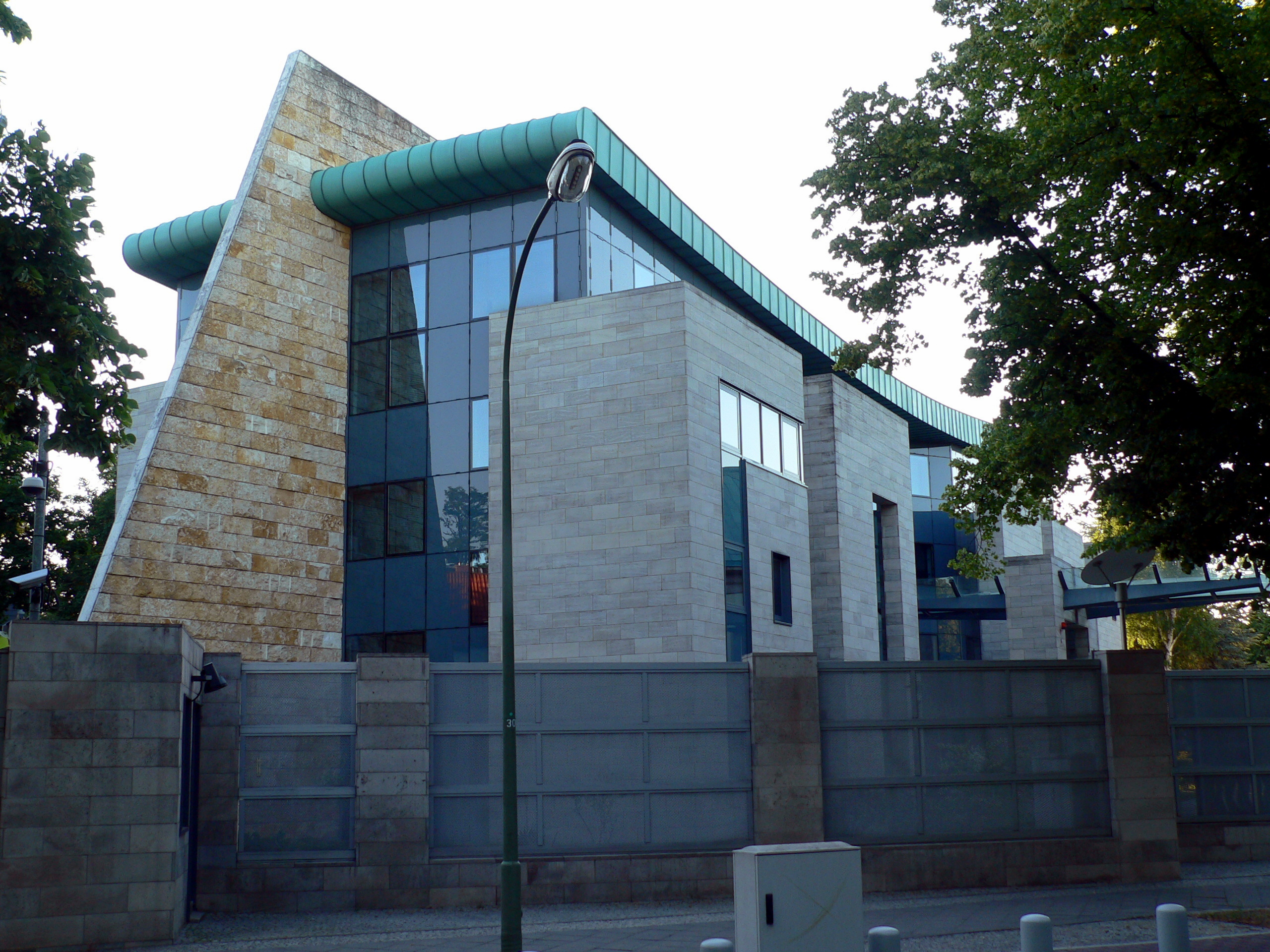
Посольство Ізраїлю в Берліні, Німеччина

Німецько-ізраїльські відносини — це дипломатичні відносини між Федеративною Республікою Німеччина та Державою Ізраїль. Після закінчення Другої світової війни та Голокосту відносини поступово потеплішали, оскільки Західна Німеччина запропонувала виплатити репарації Ізраїлю в 1952 році, а дипломатичні відносини були офіційно встановлені в 1965 році. Тим не менш, глибока недовіра до німецького народу залишалася широко поширеною в Ізраїлі та єврейських діаспорних громадах по всьому світу протягом багатьох років після цього. Відносини між Східною Німеччиною та Ізраїлем так і не налагодилися. Зараз Ізраїль і Німеччина підтримують «особливі відносини», засновані на спільних переконаннях, західних цінностях і поєднанні історичних перспектив. Одним з найважливіших чинників цих відносин є геноцид євреїв у Європі під час Голокосту, здійснений нацистською Німеччиною.

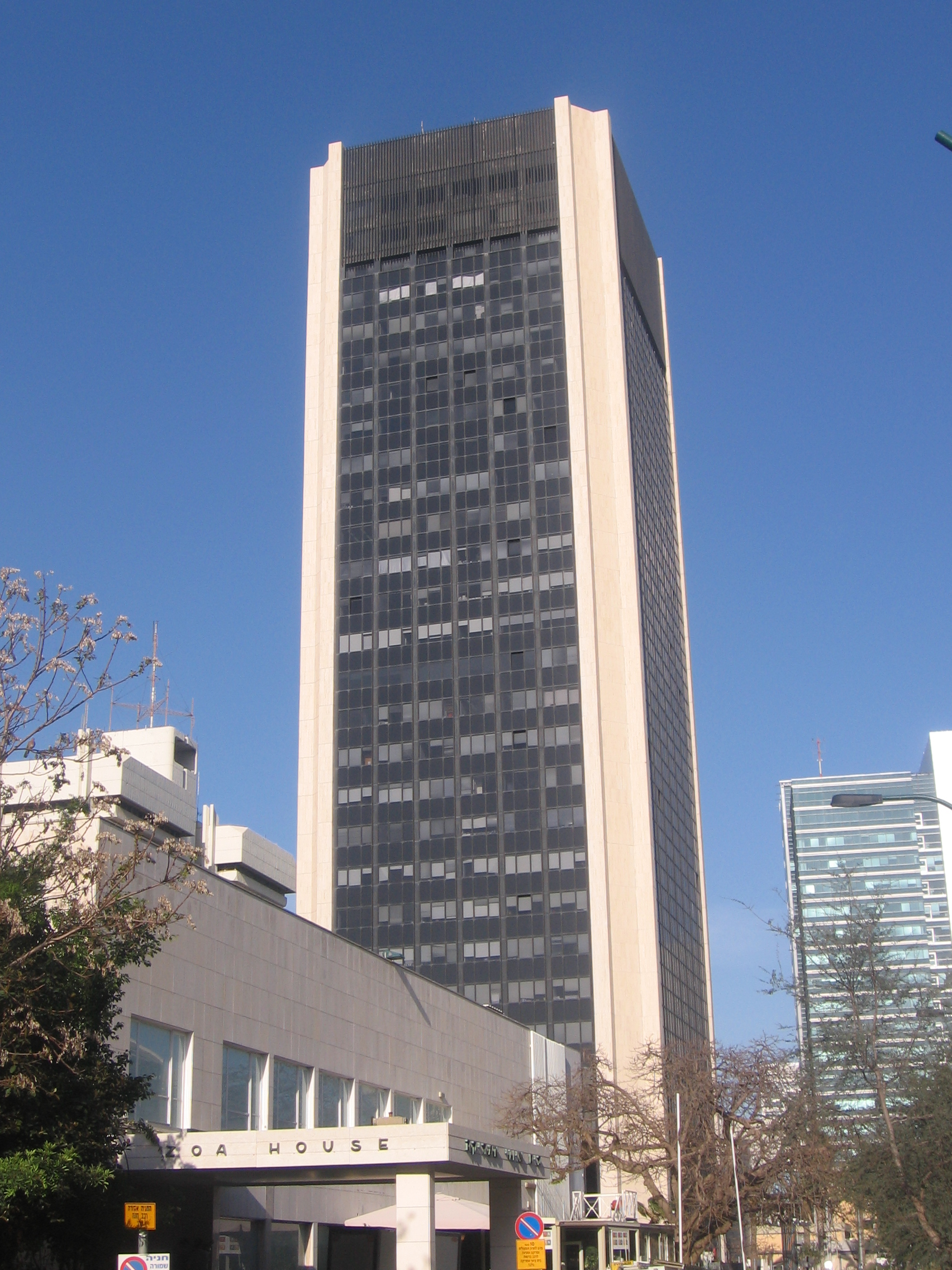
Посольство Німеччини, Тель-Авів

Німеччина представлена в Ізраїлі посольством у Тель-Авіві та почесними консулами в Ейлаті та Хайфі. Ізраїль представлений у Німеччині посольством у Берліні та Генеральним консульством у Мюнхені. Обидві країни є повноправними членами Організації економічного співробітництва та розвитку і Середземноморського союзу.

## Історія

### Репараційна угода

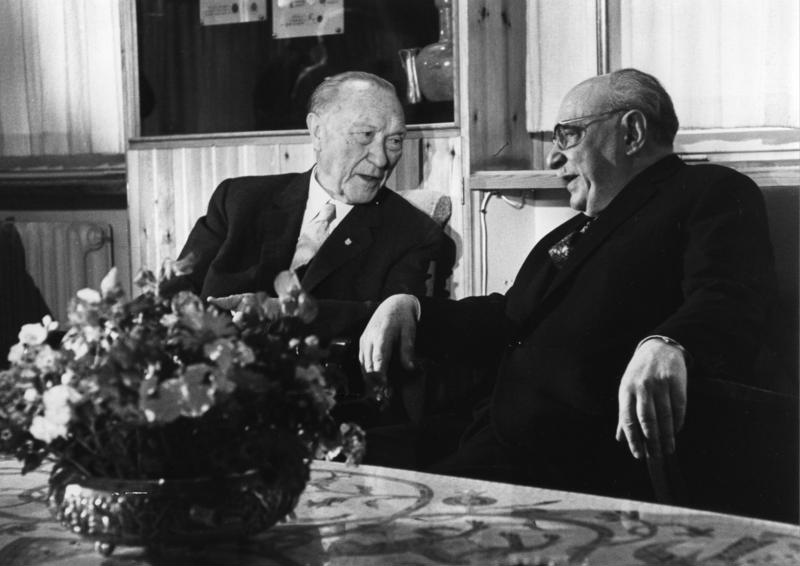
Зустріч Конрада Аденауера із Залманом Шазаром в Ізраїлі

На початку 1950-х років розпочалися переговори між прем'єр-міністром Ізраїлю Давидом Бен-Гуріоном, головою Конференції з єврейських претензій Наумом Гольдманом і канцлером Західної Німеччини Конрадом Аденауером. Через делікатність питання прийняття репарацій, це рішення інтенсивно обговорювалося в ізраїльському Кнесеті. У 1952 році Угода про репарації була підписана. Загалом, станом на 2007 рік Німеччина виплатила 25 мільярдів євро репарацій ізраїльській державі та окремим ізраїльтянам, які пережили Голокост.
У 1950 році Герман Маас став першим німцем, якого офіційно запросили до Ізраїлю. Минуло ще п'ятнадцять років, перш ніж Західна Німеччина та Ізраїль встановили дипломатичні відносини 12 травня 1965 року. Відтоді регулярно відбуваються взаємні державні візити, хоча протягом багатьох років на відносини впливав той факт, що євреї як в Ізраїлі, так і за його межами зберігали глибоку недовіру до Німеччини та німецького народу. Перший офіційний візит президента Німеччини Романа Герцога за межі Європи відбувся в 1994 році до Ізраїлю. Прем'єр-міністр Ізраїлю Ехуд Барак був першим іноземним лідером, якого прийняли в Берліні після переїзду німецького уряду з Бонна в 1999 році. Канцлер Німеччини Герхард Шредер відвідав Ізраїль у жовтні 2000 року. У 2005 році, в рік 40-річчя двосторонніх дипломатичних відносин, президент Німеччини Хорст Келер і колишній президент Ізраїлю Моше Кацав обмінялися державними візитами.

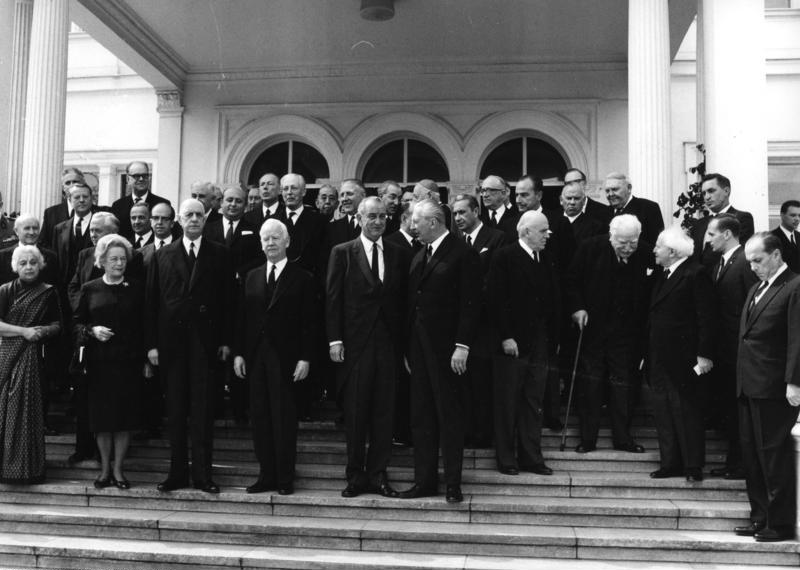
Бен-Гуріон на похоронах Аденауера в Бонні

Обидві країни встановили мережу контактів між парламентськими, урядовими та неурядовими організаціями, а також стратегічні та безпекові зв'язки.
30 січня 2008 року речник канцлера Ангели Меркель оголосив, що німецький та ізраїльський уряди зустрінуться в Ізраїлі в березні 2008 року на честь святкування 60-річчя Ізраїлю. Це була перша зустріч німецького кабінету з іншим урядом за межами Європи. Очікувалося, що спільна зустріч стане щорічною. 17 березня 2008 року Меркель здійснила триденний візит до Ізраїлю з нагоди 60-ї річниці Ізраїлю. Меркель і прем'єр-міністр Ізраїлю Ехуд Ольмерт підписали угоди про низку проектів у сфері освіти, екології та оборони. Про свою підтримку єврейської держави Меркель говорила під час безпрецедентної промови в Кнесеті 18 березня 2008 року. У січні 2011 року Меркель відвідала Ізраїль і зустрілася з прем'єр-міністром Беньяміном Нетаньягу і лідером опозиційної партії «Кадіма» Ципі Лівні. У лютому 2011 року Нетаньяху зателефонував Меркель, щоб обговорити голосування Німеччини в Раді Безпеки ООН на підтримку палестинської пропозиції. Як повідомляється, Меркель сказала Нетаньяху, що він розчарував її і нічого не зробив для досягнення миру. Щоб прояснити ситуацію, Нетаньяху був запрошений на примирливий візит до Берліна в середині березня 2011 року.
У вересні Меркель розкритикувала Ізраїль за будівництво в поселеннях в Єрусалимі і заявила, що нові дозволи на будівництво викликають сумніви в готовності Ізраїлю вести переговори з палестинцями.
Німеччина була однією з 14 країн, які проголосували проти членства Палестини в ЮНЕСКО в жовтні 2011 року в рамках ініціативи «Палестина 194». Коли Ізраїль оголосив, що продовжить будівництво поселень у відповідь на спроби палестинців проголосити державність в односторонньому порядку, Німеччина пригрозила припинити постачання Ізраїлю підводних човнів, здатних запускати ядерні боєголовки.
Deutsche Bahn, національна залізниця Німеччини, у травні 2011 року вийшла з проекту будівництва швидкісної залізниці до Єрусалиму, оскільки лінія частково проходитиме через Західний берег річки Йордан. За повідомленнями преси, міністр транспорту Німеччини Петер Рамзауер заявив генеральному директору Deutsche Bahn, що запланована залізнична лінія є «проблематичною з політичної точки зору» і порушує міжнародне право. В результаті компанія, яка належить німецькому уряду, вийшла з проекту. Рішення компанії було сприйнято як перемога лівих ізраїльських і палестинських активістів, які проводили кампанію в рамках міжнародного руху «Бойкот, відмова від інвестицій і санкції».
У травні 2019 року Бундестаг ухвалив резолюцію, яка засуджує BDS як антисемітизм.
У березні 2022 року новообраний канцлер Німеччини Олаф Шольц здійснив свій перший офіційний візит до Ізраїлю.

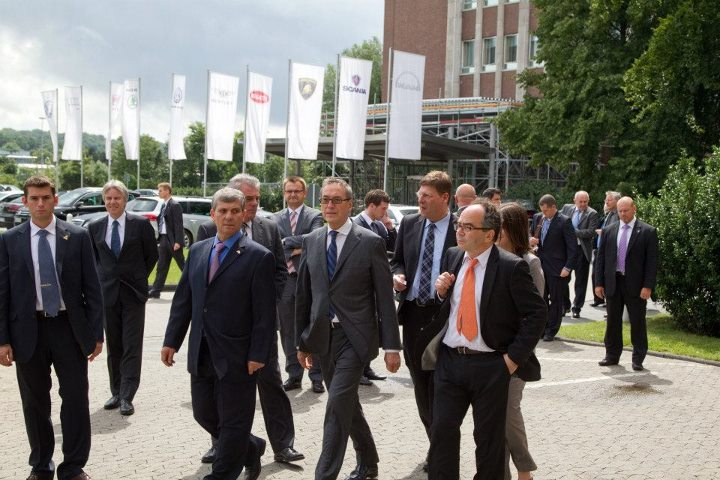
Міністр торгівлі Ізраїлю Шалом Сімхон зустрічається з офіційними особами Німеччини

Німеччина є найбільшим торговельним партнером Ізраїлю в Європі і другим за важливістю торговельним партнером Ізраїлю після США. Ізраїльський імпорт з Німеччини становить близько 2,3 млрд доларів США щорічно, а Ізраїль є четвертим за величиною торговельним партнером Німеччини в регіоні Північної Африки та Близького Сходу.

## Культура, наука, соціальні програми

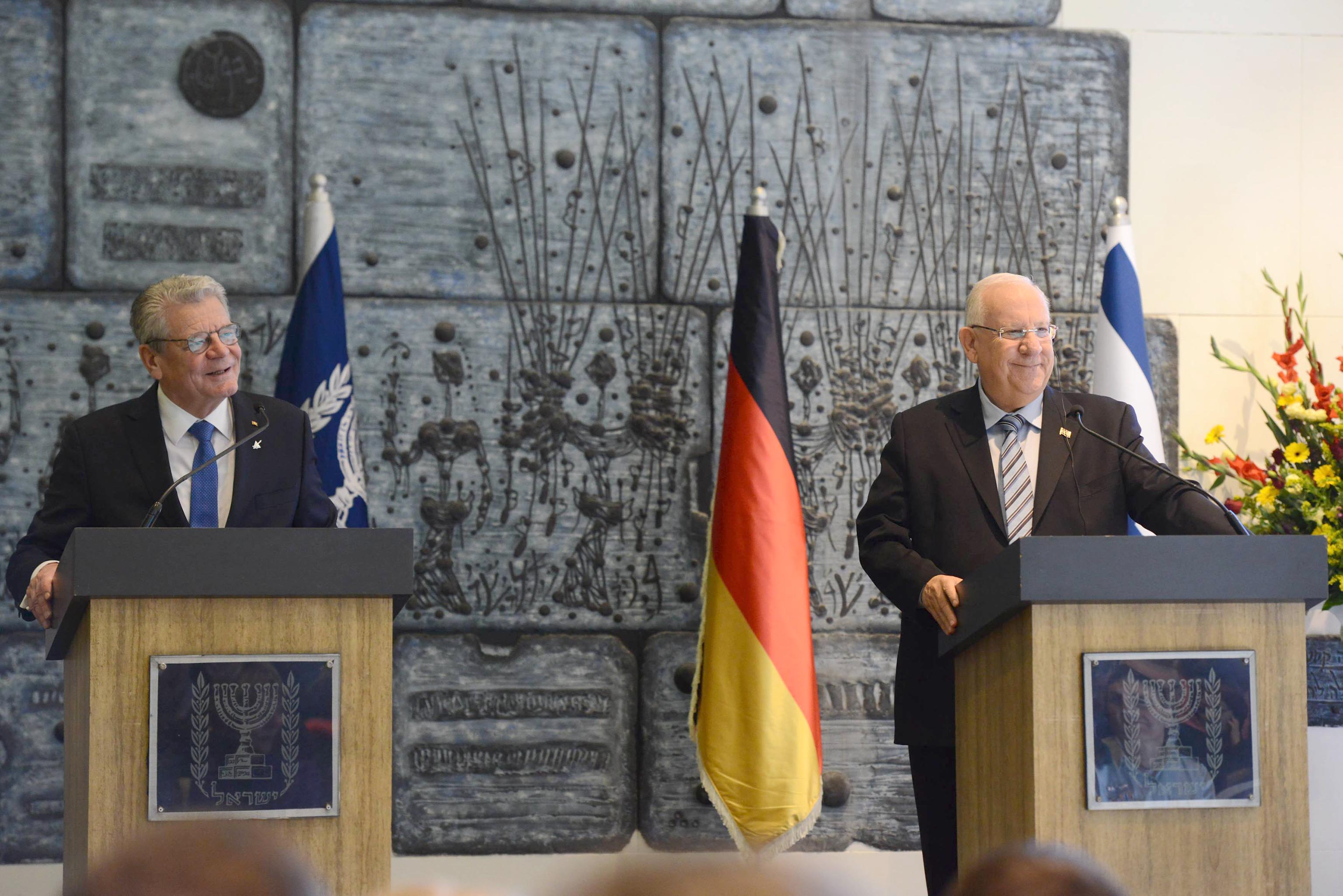
Йоахім Гаук під час візиту до Ізраїлю з Реувеном Рівліним, грудень 2015 року

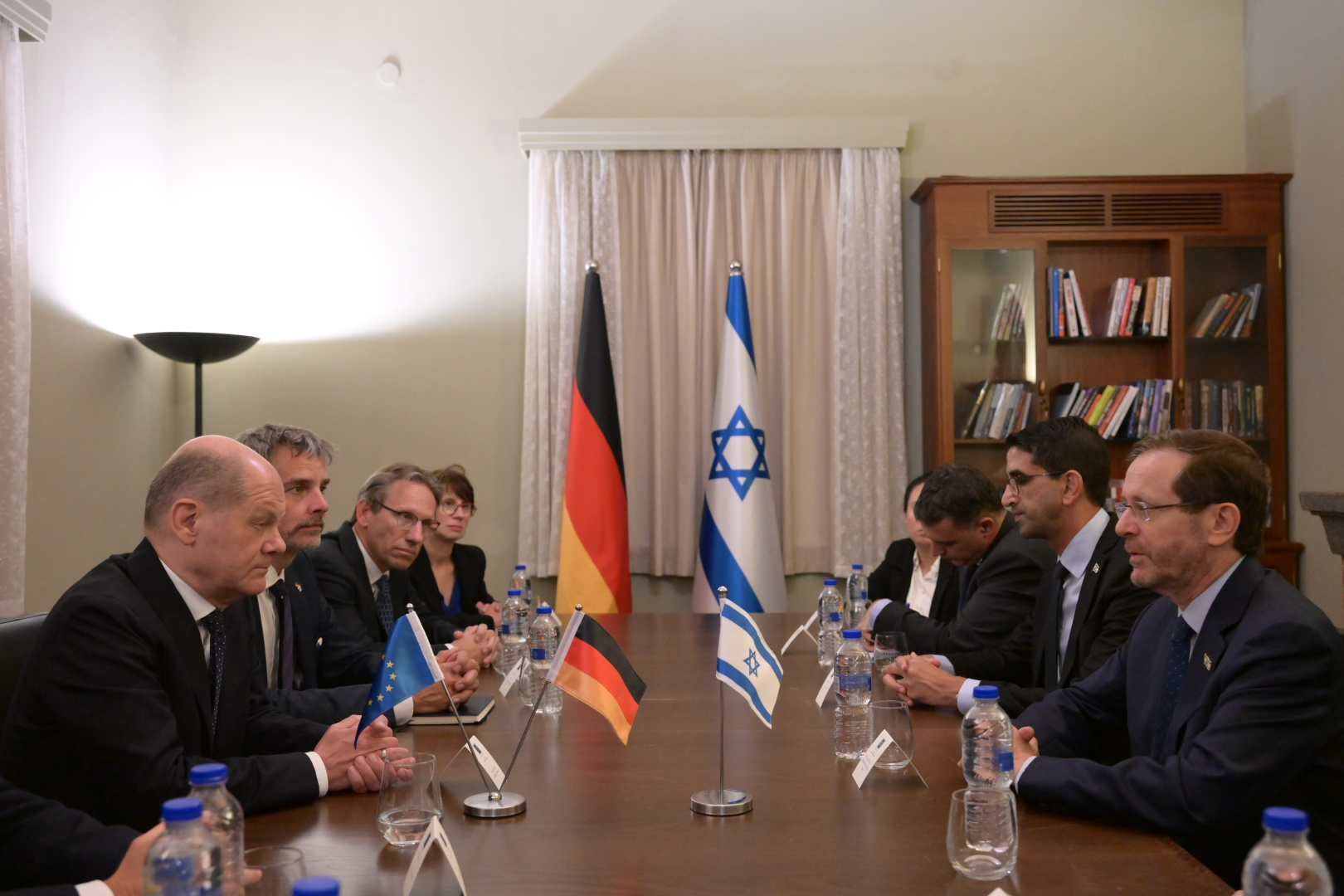
Канцлер Німеччини Олаф Шольц з президентом Ізраїлю Ісааком Герцогом у Тель-Авіві, Ізраїль, 17 жовтня 2023 р.

Обидві країни мають широкі наукові зв'язки, включаючи співпрацю в галузі науки між ізраїльськими та німецькими університетами і розвиток товариства «Мінерва». Під час візиту президента Кацава президент Бундестагу Вольфганг Тірсе підтримав створення Німецько-ізраїльського молодіжного офісу — за зразком спільних молодіжних офісів Німеччини з Францією та Польщею — як інструменту для ознайомлення німецької та ізраїльської молоді з історією їхніх країн і делікатними аспектами їхніх відносин. Німецько-ізраїльський фонд наукових досліджень і розвитку (GIF) був заснований у 1986 році.
Між молодими німцями та ізраїльтянами діє низка програм обміну. Близько 2 000 ізраїльтян і 4 500 німців щороку беруть участь у програмі обміну, яку проводить Федеральне міністерство Німеччини у справах сім'ї, людей похилого віку, жінок і молоді. Німецька організація «Дія примирення» (Aktion Sühnezeichen) відіграє важливу роль у зближенні німців та ізраїльтян. З 1961 року «Дія примирення» відправила близько 2 500 волонтерів для роботи в ізраїльських лікарнях і програмах соціального забезпечення. Церкви та профспілки беруть активну участь у зміцненні відносин.
Ізраїль надає великого значення побратимським відносинам з німецькими містами. Хайфа має п'ять міст-побратимів у Німеччині, Тель-Авів — п'ять і Нетанія — два. Понад 100 ізраїльських міст та місцевих органів влади мають зв'язки з Німеччиною.
Згідно з опитуванням Всесвітньої служби Бі-Бі-Сі 2013 року, 8 % німців вважають вплив Ізраїлю позитивним, а 67 % — негативним, хоча це приблизно середній показник для опитаних європейських країн.
В опитуванні Pew Research Center від 2006 року німців запитали, кому вони більше симпатизують в ізраїльсько-палестинському конфлікті — Ізраїлю чи Палестині. 37 % німців підтримали Ізраїль проти 18 %, які підтримали палестинців. В аналогічному опитуванні Pew, проведеному в 2007 році, 34 % німецької громадськості підтримували Ізраїль, тоді як 21 % — палестинців. В німецькому опитуванні 2009 року, після війни в Газі (2008-09 рр.), 30 % німців покладали відповідальність за військову операцію на ХАМАС, в той час як лише 13 % звинувачували Ізраїль. Опитування дослідницького центру Pew, проведене в 2013 році, показало, що 28 % німців стають на бік Ізраїлю в ізраїльсько-палестинському конфлікті, тоді як 26 % — на бік палестинців. Опитування, проведене німецьким соціологічним інститутом TNS Emnid у 2014 році на замовлення Фонду Бертельсмана, показало, що 15 % німців хочуть, щоб їхній уряд підтримав Ізраїль, і лише 5 % — щоб їхній уряд підтримав палестинців. На запитання, кого, на їхню думку, підтримує німецька громадськість, 33 % німців відповіли, що Ізраїль, а 9 % — що палестинців. Ізраїльтяни, які також були опитані в рамках дослідження, були більш скептично налаштовані, оскільки лише 16 % з них вважали, що німецька громадськість підтримує їх, проти 33 %, які вважали, що німці підтримують палестинців.

## Військове співробітництво
Німеччина та Ізраїль мають значну і давню військову співпрацю. З 1959 по 1967 рік Федеративна Республіка Німеччина була значним постачальником військової техніки та озброєння до Ізраїлю. Однак після 1965 року, коли Західна Німеччина відмовилася від угоди про продаж танків Ізраїлю, США виконали замовлення, продавши 210 танків M48 Patton. Merkava 4 використовує німецький дизельний двигун V12 з повітряним охолодженням MTU MB 873 Ka-501, вироблений за ліцензією. Німеччина поставила Ізраїлю підводні човни класу «Дельфін», а також використовує протитанкову ракету «Спайк» ізраїльської розробки. У 2008 році стало відомо, що Німеччина та Ізраїль спільно розробляли систему ядерного попередження під назвою «Операція Синій птах».
Німецько-ізраїльська військова співпраця довгий час була оповита таємницею, оскільки в Ізраїлі не сприймали такий союз. Однак ці тісні стосунки, що втілилися в торгівлю зброєю та обмін розвідданими, переросли в міцну довіру і, зрештою, заклали необхідну основу для встановлення дипломатичних зв'язків. Вперше в історії німецькі бойові літаки приземлилися в аеропорту Овда в Ізраїлі для участі в навчаннях «Блакитний прапор» у 2017 році. Під час російсько-української війни у 2023 році Ізраїль поставив Німеччині ракети Arrow 3.

## Ізраїльсько-палестинський конфлікт
Канцлер Німеччини Олаф Шольц засудив дії ХАМАСу під час війни між Ізраїлем та ХАМАСом у 2023 році і висловив свою підтримку Ізраїлю та його праву на самооборону. Він розкритикував Палестинську адміністрацію і палестинського президента Махмуда Аббаса, заявивши, що «їхнє мовчання є ганебним». 17 жовтня 2023 року Шольц прибув до Ізраїлю і того ж дня застеріг Іран і «Хезболла» від втручання у війну між Ізраїлем і ХАМАС. Він сказав, що «Німеччину та Ізраїль об'єднує те, що вони є демократичними конституційними державами. Наші дії ґрунтуються на законі і порядку, навіть в екстремальних ситуаціях».